# Ауліх Вітольд Вітольдович
Вітольд Вітольдович Ауліх (пол. Witold Aulich; 26 січня 1928, Львів — 21 листопада 1994, там само) — український археолог польського походження, кандидат історичних наук, дослідник пам'яток слов'ян та княжої доби Прикарпаття і Волині. Син Вітольда Ауліха.

## Життєпис
Закінчив Львівський університет (1950).
У 1950—1952 працював учителем, директором школи, у 1952—1953 — на компартійній роботі: штатний лектор райкому КПУ. Від 1953 — в Інституті суспільних наук АН УРСР. В 1960 захистив кандидатську дисертацію.
У 1956—1964 роках дослідив Зимнівське городище поблизу Володимира-Волинського; результати опубліковані 1972 у монографії «Зимнівське городище — слов'янська пам'ятка VI—VII століть нашої ери в Західній Волині». У 1968 році проводив розкопки в Дорогобужі. Від 1969 року досліджував Галич (давній).

## Доробок
Автор близько 100 наукових праць, у тому числі співавтор колективних монографій:
- «Населення Прикарпаття і Волині за доби розкладу первіснообщинного ладу та в давньоруський час» (1976),
- «Археологічні пам'ятки Прикарпаття і Волині ранньослов'янського і давньоруського періодів» (1982),
- «Археология Украинской ССР. Т. 3. Раннеславянский и древнерусский периоды» (1986),
- «Археология Прикарпатья, Волыни и Закарпатья (раннеславянский и древнерусский периоды)» (1990).